# Susanne Popp (Geschichtsdidaktikerin)
Susanne Popp (* 1955) ist eine deutsche Geschichtsdidaktikerin; seit 2006 hat sie den Lehrstuhl für Didaktik der Geschichte an der Universität Augsburg inne.

## Leben und Wirken
Susanne Popp studierte die Fächer Geschichte, Deutsch und Sozialkunde für das Lehramt an Gymnasien und legte 1983 das zweite Staatsexamen ab. Nachdem sie bis 1987 als Gymnasiallehrerin tätig gewesen war, wechselte sie als Akademische Rätin an die Universität Passau, wo sie im Jahre 1993 mit einem bildungsgeschichtlichen Thema promoviert wurde.
In den folgenden Jahren wirkte sie als Referentin am Staatsinstitut für Schulpädagogik und Bildungsforschung (ISB) in München; zugleich unterrichtete sie auf einer halben Stelle an Münchener Gymnasien.

Von 1997 an arbeitete Susanne Popp als Wissenschaftliche Assistentin am Lehrstuhl für Didaktik der Geschichte an der Universität Erlangen-Nürnberg bei Elisabeth Erdmann, bis sie im Jahr 2000 dem Ruf auf eine Professur für Geschichte und deren Didaktik an die Pädagogische Hochschule Weingarten folgte. Im Jahr 2002 erhielt sie den Ruf auf den Lehrstuhl für Didaktik der Geschichte, Neueste Geschichte an der Universität Siegen, den sie annahm. Seit 2006 hat sie den Lehrstuhl für Didaktik der Geschichte an der Universität Augsburg inne.

Von 2007 bis 2011 war Susanne Popp Vorsitzende der Konferenz für Geschichtsdidaktik  (KGD), seit 2011 ist sie Vorsitzende der Internationalen Gesellschaft für Geschichtsdidaktik (ISHD). Seit 2011 ist sie Advisory Professor of the East China Normal University (ECNU), Shanghai, im Research Center for Comparative History Education.

## Forschungsschwerpunkte
Susanne Popp hat vielfältige Forschungsschwerpunkte im Bereich der Geschichtsdidaktik. So beschäftigt sie sich unter anderem mit der Integration von welt- und globalgeschichtlichen Perspektiven in den nationalen Geschichtsunterricht, mit der Gattung der „Weltgeschichte für Kinder“ sowie Strukturen und Veränderungen in den Bildinventaren aktueller Schulbücher in Europa. Darüber hinaus gilt ihr Interesse der empirischen Untersuchung der Auswirkungen des niederländischen Curriculum-Konzepts ('10 tijdvakken') auf das historische Lernen in der Grundschule.
Ein besonderes Interesse gilt ferner dem europäisch- bzw. international vergleichenden Ansatz.
Weitere Forschungsschwerpunkte liegen in den Bereichen der Popularisierung von Geschichte in internationalen Geschichtsmagazinen (EU-Projekt EHISTO) sowie der Entwicklung europäischer Perspektiven für lokale, regionale und nationale Museumsobjekte (EU-Projekt EMEE).

## Funktionen und Gremien
Susanne Popp ist in folgenden Gremien und Verbänden aktiv, bzw. aktiv gewesen:
- Konferenz für Geschichtsdidaktik (KGD): Vorstandsvorsitzende (2007–2011)
- Internationale Gesellschaft für Geschichtsdidaktik: Vorstandsmitglied und Verantwortliche Redakteurin der Zeitschrift (2005–2011), ISHD-Vorsitzende (seit 2011)
- Tätigkeiten als wissenschaftliche Beirätin beim Deutschen Historischen Museum (seit 2009), beim Europarat (Teaching Unit History) (seit 2011), beim israelisch-palästinensischen Schulbuchprojekt „Portrayal of the Other“ (2009–2012), bei den wissenschaftlichen Fachzeitschriften „Yesterday & Today“ (Südafrika) und "Historical Encounters" (Australien).

## Schriften (Auswahl)
Monografien
- Popp, Susanne / Ivanova, Vanya / Kharatyan, Hranush / Klingenberg, Matthias / Nazaretyan, Nazaret / Neyzi, Leyla: Speaking to One Another. Toolbox  for Working on Reconciliation in Adult Education, ed. by Institut für Internationale Zusammenarbeit des Deutschen Volkshochschul-Verbandes (DVV International), Bonn 2017 (URL: https://www.dvv-international.de/fileadmin/files/Inhalte_Bilder_und_Dokumente/News/2017/Speaking_to_One_Another_WEB3.pdf )
- Popp, Susanne / Fuhrmann, Anna-Lena / Mayer-Simmet, Oliver / Schumann, Jutta / Schilling, Susanne: Making Europe Visible. Re-interpretation of museum objects and topics. A manual (EMEE Toolkit series, vol. 1). Wien. 2016.
- Popp, Susanne / Fuhrmann, Anna-Lena / Mayer-Simmet, Oliver / Schumann, Jutta / Schilling, Susanne: Making Europe Visible. Re-Interpretation von Museumsobjekten und -Themen. Ein Handbuch (EMEE Toolkit series, vol. 1). Wien. 2016. [deutsche Fassung]
- Popp, Susanne: Der Daltonplan in Theorie und Praxis. Ein aktuelles reformpädagogisches Modell zur Förderung selbstständigen Lernens in der Sekundarstufe (2. völlig überarbeitete, aktualisierte Auflage, Innsbruck, Wien 1999). ISBN 3-7065-1317-X.

Herausgeberschaften
- Popp, Susanne / Schumann, Jutta / Mayer-Simmet, Oliver / Schilling, Susanne / Wolf, Daniela (Hrsg.): The EU Project 'Museums Exhibiting Europe' (EMEE). Ideas, Results, Outlooks. Augsburg. 2016.
- Popp, Susanne / Schumann, Jutta / Crivellari, Fabio / Wobring, Michael / Springkart, Claudius (Hrsg.): Populäre Geschichtsmagazine in internationaler Perspektive. Interdisziplinäre Zugriffe und ausgewählte Fallbeispiele. Frankfurt am Main. 2016.
- Popp, Susanne / Wobring, Michael (Hrsg.): Der europäische Bildersaal. Europa und seine Bilder. Zweite Auflage. In Lizenz durch die Bundeszentrale für politische Bildung (bpb), Bonn. 2015 (Schriftenreihe, Bd. 1556).
- Popp, Susanne / Kuhn, Bärbel / Schumann, Jutta / Windus, Astrid (Hrsg.): Geschichte erfahren im Museum. St. Ingbert. 2014.
- Popp, Susanne / Wobring, Micheal / Probst, Daniel / Springkart, Claudius: Flugblätter – Plakate – Propaganda. Die Arbeit mit appellativen Bild-Text-Dokumenten im Geschichtsunterricht. In: Kuhn, Bärbel / Windus, Astrid (Hrsg.): HISTORICA ET DIDACTICA. Fortbildung Geschichte (Bd. 5). St. Ingbert. 2013.
- Popp, Susanne / Meng, Zhongjie / Oh, Byung-Soo  (Hrsg.): History Education in the Process of Globalization: Comparative Characteristics of Narratives in the Asian and European Textbooks. Shanghai. 2012.
- Popp, Susanne / Kuhn, Bärbel (Hrsg.): Kulturgeschichtliche Traditionen der Geschichtsdidaktik. St. Ingbert. 2011.
- Popp, Susanne / Demantowsky, Marko (Hrsg.): August Ludwig von Schlözer: Vorbereitung zur WeltGeschichte für Kinder. Ein Buch für Kinderlehrer. Göttingen. 2011.
- Popp, Susanne / Forster, Johanna (Hrsg.): Curriculum Weltgeschichte. Globale Zugänge für den Geschichtsunterricht. Schwalbach /Taunus. 2008.
- Popp, Susanne / Erdmann, Elisabeth / Maier, Robert (Hrsg.): Geschichtsunterricht international – Bestandsaufnahme und Visionen. Worldwide Teaching of History – Present and Future. L’enseignement de l’histoire dans le monde – Bilan et visions. (Studien zur internationalen Schulbuchforschung, Schriftenreihe des Georg-Eckert-Instituts, Bd. 117). Hannover. 2006.